# Jan Hallén
Jan Rasmus Hallén, född 19 mars 1921 i Stockholm, död 7 mars 2017 i Helsingborg, var en svensk arkitekt. 
Hallén, som var son till rektor Hans Hallén och Annie Renvall, avlade studentexamen i Arvika 1941, utexaminerades från Chalmers tekniska högskola 1947 och studerade även vid Kungliga Konsthögskolan. Han var anställd hos arkitekt Åke Wahlberg i Göteborg 1947, hos arkitekt Yngve Ahlbom i Stockholm 1948, hos professor Paul Hedqvist i Stockholm 1950–1955 och blev därefter förste byråarkitekt vid Stockholms stads stadsbyggnadskontors stadsplanebyrå. Han företog studieresor till Storbritannien, Schweiz och Italien. Av hans verk kan nämnas Skoghalls kyrka (1957)  och Ronneby stadshus (1970). Hallén är gravsatt i minneslunden på Galärvarvskyrkogården i Stockholm.